# Thiêu sống

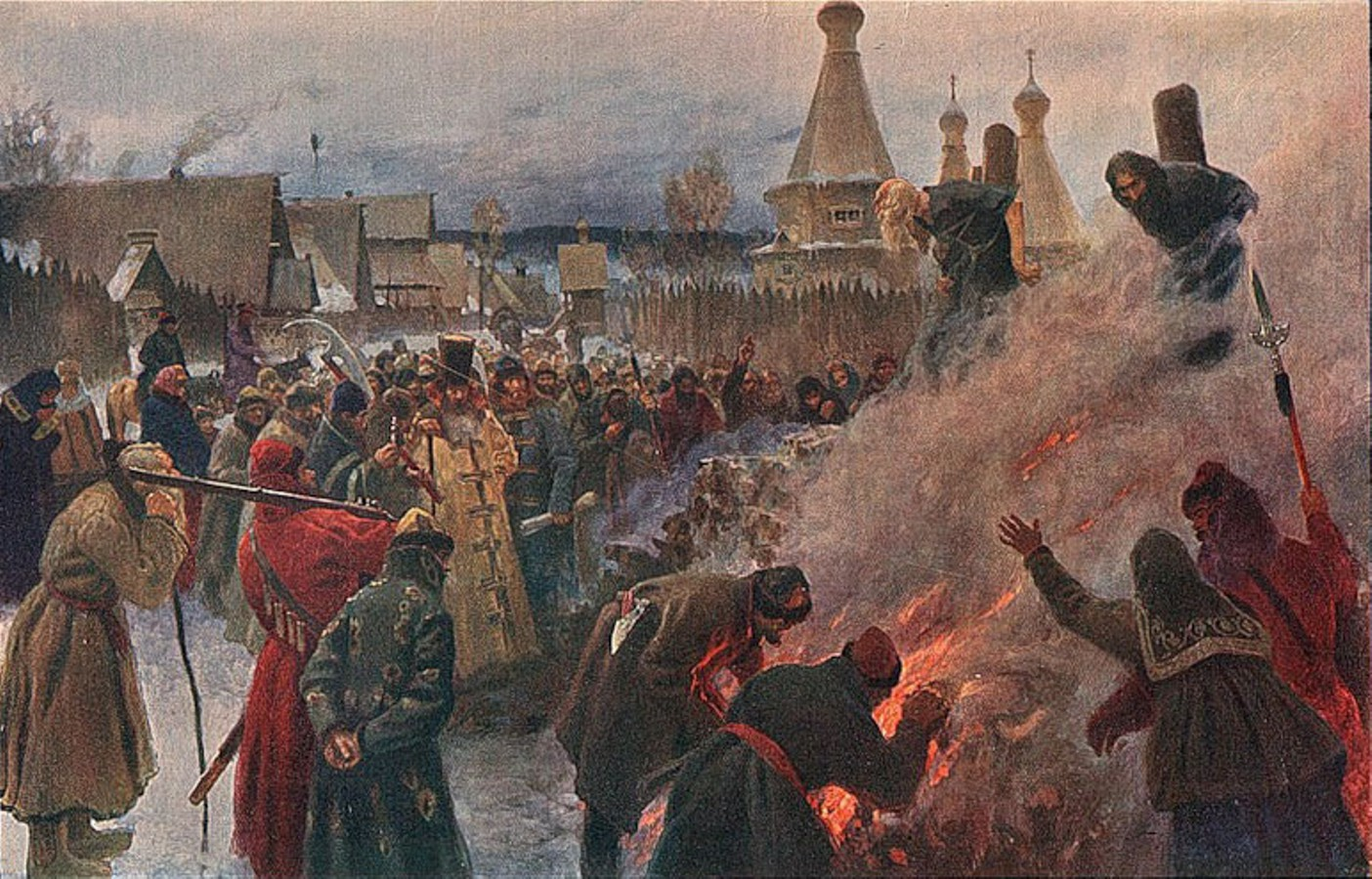
"Phép báp têm bằng lửa" đối với thủ lĩnh Old Believer Avvakum năm 1682

Hỏa hình là một phương pháp tử hình liên quan đến đốt cháy hoặc tiếp xúc với nhiệt độ cực cao. Nó có một lịch sử lâu đời như một hình thức tử hình và nhiều xã hội đã sử dụng nó cho các hoạt động tội phạm như phản quốc, dị giáo và phù thủy. Vụ xử tử được biết đến nhiều nhất của loại hình này là thiêu sống trên cọc với người bị kết án bị buộc vào một cọc gỗ lớn và một ngọn lửa được đốt bên dưới.

## Lịch sử

### Thời Cổ đại

#### Cận Đông cổ đại

##### Babylonia cổ đại
Bộ luật pháp vào thế kỷ 18 TCN do vua Babylon Hammurabi ban hành, quy định một số tội ác trong đó thiêu sống được cho là phù hợp. Những kẻ cướp khi nhà cháy có thể bị ném vào ngọn lửa, và các nữ tu sĩ bỏ chạy khỏi tu viện và chạy vào nhà trọ hay quán rượu cũng có thể bị trừng phạt bằng cách bị thiêu sống. Hơn nữa, một người đàn ông phạm tội loạn luân với mẹ mình sau cái chết của cha mình cũng có thể bị thiêu sống.

##### Ai Cập cổ đại
Ở Ai Cập cổ đại, có một số vụ thiêu sống liên quan đến quân nổi loạn đã được chứng thực. Senusret I (r. 1971-1926 TCN) được cho là đã vây bắt phiến quân trong chiến dịch, và thiêu sống họ như những ngọn đuốc người. Trong cuộc nội chiến bùng nổ dưới thời Takelot II hơn một ngàn năm sau, Thái tử Osorkon tỏ ra không thương xót, và thiêu sống nhiều phiến quân. Trên các cuốn sách thời hiệu, ít nhất, phụ nữ phạm tội ngoại tình có thể bị thiêu sống. Tuy nhiên, Jon Manchip White không nghĩ rằng các hình phạt này thường được thực hiện, chỉ ra thực tế là pharaoh phải đích thân phê chuẩn mỗi phán quyết thiêu sống.

##### Assyria
Trong thời kỳ Assyria, đoạn 40 trong một văn bản luật được bảo tồn liên quan đến khuôn mặt bắt buộc phải lộ ra đối với gái mại dâm chuyên nghiệp, và hình phạt đi kèm nếu cô ta vi phạm điều đó bằng cách che mặt (giống như cách các bà vợ che mặt nơi công cộng):
Một con điếm không bao giờ được phép lộ mặt. Bất cứ ai bắt gặp một con điếm để lộ khuôn mặt của mình đều có thể bắt... và đem ả đến lối vào cung điện... họ sẽ đổ hắc ín nóng chảy lên đầu ả ta.

## Sách tham khảo
- de Almeida, Fortunato (1923). "Appendix IX". História da Igreja em Portugal. Quyển 4, 3. Oporto: Imprensa académica.
- Anderson, James M. (2002). Daily Life During the Spanish Inquisition. Westport, Connecticut: Greenwood Publishing Group. ISBN 9780313316678.
- Barber, Malcolm (1993). The Trial of the Templars. Cambridge: Cambridge University Press. ISBN 9780521457279.
- "Missionary widow continues leprosy work". BBC News. ngày 27 tháng 1 năm 1999.
- Begbie, Peter J. (1834). The Malayan Peninsula: Embracing Its History, Manners and Customs of the Inhabitants, Politics, Natural History, Etc. from Its Earliest Records. Madras: Author.
- Behringer, Wolfgang (2006). "Neun Millionen Hexen. Entstehung, Tradition und Kritik eines populären Mythos". historicum.net. Bản gốc lưu trữ ngày 28 tháng 1 năm 2019. Truy cập ngày 23 tháng 3 năm 2020.
- Ben-Menahem, Hanina (author, ed.); Edrei, Arye (ed.); Hecht, Neil S. (ed.) (2012). "3, Exigency Authority". Windows Onto Jewish Legal Culture: Fourteen Exploratory Essays. London: Routledge. ISBN 9780415500494. {{Chú thích sách}}: |first1= có tên chung (trợ giúp)Quản lý CS1: nhiều tên: danh sách tác giả (liên kết)
- Benn, James A. (2007). Burning for the Buddha: Self-Immolation in Chinese Buddhism. University of Hawaii Press. ISBN 9780824829926.
- Berger, Stefan (ed.); Sicker, Dieter (2009). Classics in Spectroscopy. John Wiley & Sons. ISBN 9783527325160. {{Chú thích sách}}: |first1= có tên chung (trợ giúp)
- Bischoff; Hitzig, Julius (ed.) (1832). Julius Hitzig (biên tập). "Wer ist im Sinne der Carolina als ein "boshafter überwundener Brenner" zu bestrafen?". Annalen der Deutschen und Ausländischen Criminal-Rechtspflege. Quyển 2 (Neue Folge), 14 (In total) số 27. Berlin: Ferdinand Dümmler. tr. 109–178. {{Chú thích tạp chí}}: |first2= có tên chung (trợ giúp)
- Blake, William O. (1857). The History of Slavery and the Slave Trade, Ancient and Modern. Columnus, Ohio: J. and H. Miller. tr. 154–155. ISBN 9780312272883.
- Buckingham, J.S. (ngày 28 tháng 3 năm 1835). James S. Buckingham (biên tập). "The Athenæum". Quyển 387. London: J. Francis. {{Chú thích tạp chí}}: Chú thích magazine cần |magazine= (trợ giúp)
- Bülau, Friedrich (1860). Geheime Geschichten und räthselhafte Menschen, Sammlung verborgener oder vergessener Merkwürdigkeiten. Quyển 12. Leipzig: Brockhaus.
- Burns, William E. (2003). Witch Hunts in Europe and America: An Encyclopedia. Westport, Connecticut: Greenwood Publishing Group. ISBN 9780313321429.
- Calvert, James; Rowe, George S. (ed.) (1858). Fiji and the Fijians: Mission history. Quyển 2. London: A. Heylin. {{Chú thích sách}}: |first2= có tên chung (trợ giúp)
- Cameron, Scott (ed.); Sela, Ron (ed.) (2010). Islamic Central Asia: An Anthology of Historical Sources. Bloomington, Indiana: Indiana University Press. ISBN 9780253353856. {{Chú thích sách}}: |first1= có tên chung (trợ giúp)
- Carey, William (tháng 4 năm 1814). J. Hooper (biên tập). "Burning a leper to death". Evangelical Magazine and Missionary Chronicle. Quyển 22. London: Williams&Son.
- Carr, Matthew (2009). Blood and Faith: The Purging of Muslim Spain. New York: The New Press. ISBN 9781595583611.
- Carvacho, René M. (2004). La Inquisición de Lima: signos de su decadencia, 1726–1750. LOM Ediciones. ISBN 9789562827089.
- De las Casas, Bartolomé (1974). The Devastation of the Indies: A Brief Account. JHU Press. ISBN 9780801844300.
- Braithwaite, John (1729). The history of the revolutions in the empire of Morocco. London, UK: Knapton and Betterworth.
- Cipolla, Gaetano (2005). Siciliana: Studies on the Sicilian Ethos. Mineola, New York: Legas. ISBN 9781881901457.
- Collins, Roger (2004). Visigothic Spain 409-711. Oxford: Blackwell Publishing. ISBN 0631181857.
- Coward, D.A; Dynes, Wayne R. (ed.); Donaldson, Stephen (ed.) (1992). "Attitudes to Homosexuality in Eighteenth Century France". History of Homosexuality in Europe and America. Taylor & Francis. ISBN 9780815305507. {{Chú thích sách}}: |first2= có tên chung (trợ giúp)
- Croft, J.Pauline (2003). King James. Basingstoke and New York: Palgrave Macmillan. ISBN 0-333-61395-3.
- Crawford, Paul (ed.) (2003). The 'Templar of Tyre': Part III of the 'Deeds of the Cypriots'. Aldershot, England: Ashgate Publishing, Ltd. tr. 149. ISBN 9781840146189. {{Chú thích sách}}: |first= có tên chung (trợ giúp)
- Crompton, Louis (2006). Homosexuality and Civilization. Boston: Harvard University Press. ISBN 9780674030060.
- Cummins, Thomas; Cole, Martin W. (ed.); Zorach (ed.), Rebecca (2009). "The Golden Calf in America". The Idol in the Age of Art: Objects, Devotions and the Early Modern World. Burlington, Vermont: Ashgate Publishing, Ltd. tr. 99. ISBN 9780754652908. {{Chú thích sách}}: |first2= có tên chung (trợ giúp)
- Das, Sukla (1977). Crime and Punishment in Ancient India: (C. A.D. 300 to A.D. 1100). Abhinav Publications. ISBN 978-81-7017-054-9.
- Decker, Roy (2001). "Religion of Carthage". About.com. Bản gốc lưu trữ ngày 15 tháng 3 năm 2009. Truy cập ngày 23 tháng 3 năm 2020.
- Dietze, Karl H. (tháng 7 năm 1995). "1804, der letzte Scheiterhaufen lohte im Kreis Eisenach". StadtZeit.Stadtjournal mit Informationen aus dem Wartburgkreis. Eisenach: MFB-Verlagsgesellschaft, Frisch. tr. 24.
- Digby, Kenelm H. (1853). Compitum, Or The Meeting of the Ways at the Catholic Church. Quyển 3. London: C. Dolman.
- DuBois, W.E.B. (tháng 7 năm 1916). "The Waco Horror" (PDF). The Crisis. Quyển 12 số Supplement to no. 3. Archived by the Modernist Journals Project. tr. 1–8.
- Dumas, Alexandre (1843). Celebrated crimes. London: Chapman and Hall.
- Durso, Keith E. (2007). No Armor for the Back: Baptist Prison Writings, 1600s–1700s. Macon, Georgia: Mercer University Press. ISBN 9780881460919.
- Perthensis, Encyclopaedia (1816). Encyclopaedia Perthensis; or, Universal dictionary of Knowledge. Quyển 20. Edinburgh.
- Eaton, Richard M. (2005). A Social History of the Deccan, 1300–1761: Eight Indian Lives. Quyển 1. Cambridge: Cambridge University Press. ISBN 9780521254847.
- Eraly, Abraham (2011). The First Spring: The Golden Age of India. New Delhi: Penguin Books India. ISBN 9780670084784.
- Feek, Belinda (ngày 24 tháng 1 năm 2011). "Burnt body victim named as search goes offshore". Waikato Times. Truy cập ngày 27 tháng 9 năm 2011.
- Ferrier, Ronald W. (1996). A Journey To Persia. London: I.B.Tauris. ISBN 9781850435648.
- Foxe, John; Townsend, George (commentary); Cattley, Stephen R. (ed.) (1838). The Acts and Monuments of John Foxe: A New and Complete Edition. Quyển 5. London: R. B. Seeley and W. Burnside. {{Chú thích sách}}: |first3= có tên chung (trợ giúp)
- Foxe, John; Milner, John; Cobbin, Ingram (1856). Foxe's book of martyrs: a complete and authentic account of the lives, sufferings, and triumphant deaths of the primitive and Protestant martyrs in all parts of the world, with notes, comments and illustrations. London: Knight and Son. tr. 608–09.
- França, Ronaldo. "Como na Chicago de Capone". Veja on-line (ngày 30 tháng 1 năm 2002). Bản gốc lưu trữ ngày 15 tháng 10 năm 2007. Truy cập ngày 8 tháng 10 năm 2007.
- Fraser, Antonia (1997). Faith and Treason: The Story of the Gunpowder Plot. Anchor Books. ISBN 9780385471909.
- Garrard-Burnett, Virginia (2010). Terror in the Land of the Holy Spirit: Guatemala Under General Efrain Rios Montt 1982-1983. Oxford: Oxford University Press. ISBN 9780195379648.
- Gilbert, John T. (ed.) (2012). Chartularies of St Mary's Abbey, Dublin: With the Register of Its House at Dunbrody, and Annals of Ireland. Quyển 2. Cambridge: Cambridge University Press. ISBN 9781108052245. {{Chú thích sách}}: |first= có tên chung (trợ giúp)
- Gräff, Heinrich (1834). Sammlung sämmtlicher Verordnungen, welche bis Ende 1833 in den von Kamptz'schen Jahrbüchern für Preußische Gesetzgebung enthalten sind. Quyển 7. Breslau: Georg Philipp Aderholz.
- Grellet, Fábio (ngày 24 tháng 5 năm 2010). "Autorizado a visitar família, condenado por morte de Tim Lopes foge da prisão". Folha de S.Paulo (bằng tiếng Bồ Đào Nha). Rio de Janeiro. Truy cập ngày 6 tháng 7 năm 2013.
- Grote, George (2013). History of Greece. London: Routledge. ISBN 9781134593781.
- Haldon, John (1997). Byzantium in the Seventh Century: The Transformation of a Culture. Cambridge: Cambridge University Press. ISBN 9780521319171.
- Hamilton, Janet; Hamilton, Bernard; Stoyanov, Yuri (1998). Christian Dualist Heresies in the Byzantine World, C. 650-c. 1450: Selected Sources. Manchester: Manchester University Press. ISBN 9780719047657.
- Hahn, C-G.L. (1966). "The Ovambo". The Native Tribes of South West Africa. Abingdon: Frank Cass and Company Limited. tr. 1–37. ISBN 0-7146-1670-2.
- Heng, Geraldine (2013). Empire of Magic: Medieval Romance and the Politics of Cultural Fantasy. New York: Columbia University Press. ISBN 9780231500678.
- Herden, Ralph B. (2005). Roter Hahn und Rotes Kreuz: Chronik der Geschichte des Feuerlösch- und Rettungswesens; von den syphonari der römischen Kaiser über die dienenden Brüder der Hospitaliter-Ritterorden bis zu Feuerwehren und Katastrophenschutz, Sanitäts- und Samariterdiensten in der ersten Hälfte des 20. Jahrhunderts. Norderstedt: BoD Books on Demand. ISBN 9783833426209.
- Hermann, Heinrich L. (1818). Kurze Geschichte des Criminal-Prozesses wider den Brandstifter Johann Christoph Peter Horst, und dessen Geliebte, die unverehelichte Friederike Louise Christiane Delitz. Berlin.
- Hirschberg, H.Z. (1981). A history of the Jews in North Africa: From the Ottoman conquests to the present time. Quyển 2. Leyden: BRILL. ISBN 9789004062955.
- Hoey, Edwin (tháng 6 năm 1974). "Terror in New York-1741". American Heritage. Quyển 25 số 4. ISSN 0002-8738.
- Hofmann, Tom (2013). Benjamin Ferencz, Nuremberg Prosecutor and Peace Advocate. Jefferson, North Carolina: McFarland. ISBN 9780786474936.
- Hogg, Gary (1980). Cannibalism & Human Sacrifice. Coles. ISBN 9780774029254.
- Hogge, Alice (2005). God's Secret Agents: Queen Elizabeth's Forbidden Priests and the Hatching of the Gunpowder Plot. London: Harper Collins. ISBN 0-00-715637-5.
- Hübner, Lorenz (ngày 7 tháng 8 năm 1804). "Eisenach, den 15ten July". Kurpfalzbaierische Gnädigst Priviligierte Münchner Staats-Zeitung. Quyển 5 số 185. Munich: Kurpfb. Münchner Zeitungs-Comptoir. tr. 760.
- Hunter, W.W (2013). The Indian Empire: Its People, History and Products. London: Routledge. ISBN 9781136383014.
- Ikram, S.M.; Embree, Ainslie T. (1964). "Economic and Social Developments under the Mughals". Muslim Civilization in India. New York: Columbia University Press. ISBN 978-0231025805.
- John, Barbara; Pope, Robert (ed.) (2003). "An Examination of the Origins and Development of the Legend of the Jewish Mass Poisoner". Honouring the Past and Shaping the Future: Religious and Biblical Studies in Wales: Essays in Honour of Gareth Lloyd Jones. Leominster: Gracewing Publishing. ISBN 9780852444016. {{Chú thích sách}}: |first2= có tên chung (trợ giúp)
- Julius Caesar, Gaius; McDevitt (tr.); Bohn (tr.) (1851). Cæsar's commentaries on the Gallic and civil wars. London: Henry G. Bohn.
- Kamen, Henry (1999). The Spanish Inquisition: A Historical Revision. Boston: Yale University Press. ISBN 9780300078800.
- Kanina, Wangui (ngày 21 tháng 5 năm 2008). "Mob burns to death 11 Kenyan 'witches'". reuters.com.
- Kantor, Mattis (1993). The Jewish Time Line Encyclopedia: A Year-by-Year History From Creation to the Present. Lanham, Maryland: Jason Aronson, Incorporated. ISBN 9781461631491.
- Kantor, Máttis (2005). Codex Judaica: Chronological Index of Jewish History, Covering 5,764 Years of Biblical, Talmudic & Post-Talmudic History. Zichron Press. ISBN 9780967037837.
- Klein, Samuel (1833). Handbuch der Geschichte von Ungarn und seiner Verfaßung. Leipzig: Wigand.
- Koch, Johann C. (1824). Hals-oder peinliche Gerichtsordnung Kaiser Carls V. Marburg: Krieger.
- Kurth, Peter (ngày 12 tháng 11 năm 2002). ""Out of the Flames" by Lawrence and Nancy Goldstone". Salon.com. salon.com. Truy cập ngày 11 tháng 2 năm 2014.
- Kyle, Donald G. (2002). Spectacles of Death in Ancient Rome. London: Routledge. ISBN 9780203006351.
- Landucci, Luca; Jarvis, Alice de Rosen (tr.) (1927). A Florentine diary from 1450 to 1516. London: J.M. Dent&Sons, Ltd.
- Lattimer, Mark (ngày 13 tháng 12 năm 2007). "Freedom Lost". The Guardian.
- de La Vega, Garcilaso; Rycaut, Paul (tr.) (1688). The Royal Commentaries of Peru. London: Christopher Wilkinson. tr. 216–217.
- de Ledrede, Richard; Wright, Thomas (ed.) (1843). A Contemporary Narrative of the Proceedings Against Dame Alice Kyteler, Prosecuted for Sorcery in 1324, by Richard de Ledrede, Bishop of Ossory. London: The Camden Society. {{Chú thích sách}}: |first2= có tên chung (trợ giúp)
- de Ledrede, Richard; Davidson, Sharon (ed.); Ward, John (2004). The Sorcery Trial of Alice Kyteler: A Contemporary Account (1324). Asheville, North Carolina: Pegasus Press. ISBN 978-1889818429. {{Chú thích sách}}: |first2= có tên chung (trợ giúp)
- Lee, Samuel (2010). Rediscovering Japan, Reintroducing Christendom: Two Thousand Years of Christian History in Japan. Lanham, Maryland: Hamilton Books. ISBN 9780761849506.
- Lithgow, William (1814). Travels & Voyages Through Europe, Asia, and Africa, for Nineteen Years. London: Longman, Hurst, Rees, Orme&Brown.
- McCullough, David W. (ngày 8 tháng 10 năm 2000). "The Fairy Defense". New York Times. Truy cập ngày 23 tháng 3 năm 2007.
- McLynn, Frank (2013). Crime and Punishment in Eighteenth Century England. London: Routledge. ISBN 9781136093081.
- McManus, Edgar J. (1973). Black Bondage in the North. Syracuse, New York: Syracuse University Press. ISBN 9780815628934.
- Manu; Haughton, Graves C., editor and translator (1825). The Institutes of Menu. Quyển 2. London: Cox and Baylis. {{Chú thích sách}}: |first2= có tên chung (trợ giúp)Quản lý CS1: nhiều tên: danh sách tác giả (liên kết)
- Markoe, Glenn (2000). Phoenicians. Berkeley, Los Angeles: University of California Press. ISBN 9780520226142.
- Matar, Nabil I. (2013). Europe Through Arab Eyes, 1578-1727. New York: Columbia University Press. ISBN 9780231512084.
- Matsumoto, Dianna (2009). The Soul of a Nation: Japan's Destiny. Garden City, New York: Morgan James Publishing. ISBN 9781600375538.
- Miley, John (1843). Rome, as it was Under Paganism, and as it Became Under the Popes, Volume 1. London: J. Madden. tr. 223–224.
- Miller, John (1972). Popery and Politics in England 1660–1688. Cambridge: Cambridge University Press. ISBN 9780521202367.
- Mittra, Sangh; Kumar, Bachchan (2004). Encyclopaedia of Women in South Asia: Nepal. Quyển 6. Gyan Publishing House. ISBN 9788178351933.
- Mooney, John A. (1919). Joan of Arc. New York: Encyclopedia Press, Incorporated.
- Mooney, John A.; Patterson, Gail (ed.) (2002). "From Domremy to Chinon". Joan of Arc: Historical Overview and Bibliography. Hauppauge, New York: Nova Publishers. ISBN 9781590335031. {{Chú thích sách}}: |first2= có tên chung (trợ giúp)
- Moryson, Fynes; Hadfield, Andrew (2001). "Fynes Moryson, An Itinerary (1617)". Amazons, Savages, and Machiavels. Oxford: Oxford University Press. tr. 166–179. ISBN 9780198711865.
- Murphy, Cullen (2012). God's Jury: The Inquisition and the making of the Modern World. New York: Houghton Mifflin Harcourt. ISBN 978-0-618-09156-0.
- Nassau, George R. S. (1824). Catalogue of the... library of... George Nassau, which will be sold by auction, by mr. Evans, Feb. 16. tr. 17.
- Oehlschlaeger, Emil (1866). Posen. Kurz gefasste Geschichte und Beschreibung der Stadt Posen. Posen: Louis Merzbach.
- Olmstead, Albert Ten Eyck (tháng 2 năm 1918). "Assyrian Government of Dependencies". The American Political Science Review. Quyển 12, 1 số 1. American Political Science Association. tr. 63–77. doi:10.2307/1946342. ISSN 0003-0554. JSTOR 1946342.
- Osenbrüggen, Eduard (1854). Die brandstiftung in den strafgesetzbüchern Deutschlands und der deutschen Schweiz. Leipzig: J.G. Hinrich.
- Osenbrüggen, Eduard (1860). Das alamannische Strafrecht im deutschen Mittelalter. Schaffhausen: Hurter.
- O'Shea, Kathleen A. (1999). Women and the Death Penalty in the United States, 1900–1998. Westport, Connecticut: Greenwood Publishing Group. ISBN 9780275959524.
- Pagán, Victoria (2012). Conspiracy Theory in Latin Literature. Austin, Texas: University of Texas Press. ISBN 9780292749795.
- Paige, Jeffery M (tháng 11 năm 1983). "Social Theory and Peasant Revolution in Vietnam and Guatemala" (PDF). Theory and Society. Quyển 12 số 6. tr. 699–737. doi:10.1007/bf00912078. hdl:2027.42/43640. ISSN 0304-2421.
- Pasachoff, Naomi E.; Littman, Robert J. (2005). A Concise History of the Jewish People. Lanham, Maryland: Rowman & Littlefield. ISBN 9780742543669.
- Pavlac, Brian A. (2009). Witch Hunts in the Western World: Persecution and Punishment from the Inquisition Through the Salem Trials. Westport, Connecticut: ABC-CLIO. ISBN 9780313348730.
- Peletz, Michael G. (2002). Islamic Modern: Religious Courts and Cultural Politics in Malaysia. Princeton, New Jersey: Princeton University Press. ISBN 9780691095080.
- Perckmayr, Reginbald (1738). Geschichte und Predig-Buch. Quyển 2. Augsburg: Martin Veith.
- Peter from Mladanovic (2003). "How was executed Jan Hus". Newyorske listy. ISSN 1093-2887. Bản gốc lưu trữ ngày 6 tháng 3 năm 2013. Truy cập ngày 11 tháng 2 năm 2014.
- Pharr, Clyde (tr.) (2001). The Theodosian Code. Union, New Jersey: The Lawbook Exchange, Ltd. ISBN 978-1-58477-146-3.
- Pickett, Brent L. (2009). The A to Z of Homosexuality. Lanham, Maryland: Scarecrow Press. ISBN 9780810870727.
- Pluskowski, Aleksander (2013). The Archaeology of the Prussian Crusade: Holy War and Colonisation. London: Routledge. ISBN 9781136162817.
- Prager, Dennis; Telushkin, Joseph (2007). Why the Jews?: The Reason for Antisemitism. New York: Touchstone. ISBN 9781416591238.
- Puff, Helmut; Bennett, Judith M.(ed.); Karras, Ruth M. (ed.) (2013). "Same Sex Possibilities". The Oxford Handbook of Women and Gender in Medieval Europe. Oxford: Oxford University Press. ISBN 9780199582174. {{Chú thích sách}}: |first2= có tên chung (trợ giúp)
- Quint, Emmanuel B. (2005). A Restatement of Rabbinic Civil Law. Quyển 10. Jerusalem: Gefen Publishing House Ltd. ISBN 9789652293237.
- Radbruch, Gustav (1992). "Abbau des Strafrechts. Bemerkungen über den Entwurf 1925 mit Anmerkungen über den Entwurf 1927 (published 1927)". Gesamtausgabe, Band 9: Strafrechtsreform. Heidelberg: C.F. Müller. tr. 246–252. ISBN 9783811450912.
- Rapley, Robert (2001). A Case of Witchcraft: The Trial of Urbain Grandier. McGill-Queen's Press – MQUP. ISBN 9780773523128.
- Reeder, Caryn A. (2012). The Enemy in the Household: Family Violence in Deuteronomy and Beyond. Grand Rapids, Michigan: Baker Books. ISBN 9781441236197.
- Richards, Jeffrey (2013). Sex, Dissidence and Damnation: Minority Groups in the Middle Ages. London: Routledge. ISBN 9781136127007.
- Richards, William (1812). The History of Lynn: Civil, Ecclesiastical, Political, Commercial, Biographical, Municipal, and Military, from the Earliest Accounts to the Present Time. Quyển 2. Lynn: W. G. Whittingham.
- Roth, Mitchel (2010). Crime and Punishment: A History of the Criminal Justice System. Belmont, California: Cengage Learning. ISBN 9780495809883.
- Rowland, Ingrid D. (2009). Giordano Bruno: Philosopher/Heretic. Chicago: University of Chicago Press. tr. 10. ISBN 9780226730240.
- Salomon, H.P.; Sassoon, I. S.D.; Saraiva, Antonio Jose (2001). "Appendix Four: The Portuguese Inquisition in Goa (India), 1561–1812". The Marrano Factory. The Portuguese Inquisition and Its New Christians, 1536–1765. Leyden: Brill. ISBN 9789004120808.
- Sangvi, Vir (ngày 8 tháng 2 năm 1999). "A Kill Before Dying". Rediff on the Net. Rediff.com.
- Sashi, S.S. (1996). Encyclopaedia Indica: India, Pakistan, Bangladesh. Quyển 100. Anmol Publications. ISBN 9788170418597.
- Saunders, John J. (2001). The History of the Mongol Conquests. Philadelphia: University of Pennsylvania Press. ISBN 9780812217667.
- Sayles, George O. (ngày 17 tháng 2 năm 1971). "King Richard II of England, A Fresh Look". Proceedings of the American Philosophical Society. Quyển 115, 1. Philadelphia: The American Philosophical Society. tr. 28–32. ISBN 9781422371275. ISSN 0003-049X.
- Schneider, Tammi J. (2008). Mothers of Promise: Women in the Book of Genesis. Grand Rapids, Michigan: Baker Academic. ISBN 9781441206015.
- Schulte Nordholt, H.G.C. (2010). The Spell of Power: A History of Balinese Politics, 1650-1940. Leyden: BRILL. ISBN 9789004253759.
- Schwartz, Jeffrey; Houghton, Frank; Macchiarelli, Roberto; Bondioli, Luca (ngày 17 tháng 2 năm 2010). "Skeletal Remains from Punic Carthage Do Not Support Systematic Sacrifice of Infants". PLoS ONE. Quyển 5 số 2. tr. e9177. Bibcode:2010PLoSO...5.9177S. doi:10.1371/journal.pone.0009177. PMC 2822869. PMID 20174667.{{Chú thích tạp chí}}:  Quản lý CS1: DOI truy cập mở nhưng không được đánh ký hiệu (liên kết)
- Scott, George R. (2003) [1940]. History of Torture throughout the Ages. Kila, Montana/US: Kessinger Publishing Co. ISBN 9780766140639.
- Sharma, Pushpa; Srivastava, Vijay Shankar (1981). "The Military System of the Mongols". Cultural Contours of India: Dr. Satya Prakash Felicitation Volume. Abhinav Publications. tr. 361. ISBN 9780391023581.
- Shaw, Thomas (1757). Travels, or Observations relating to several parts of Barbary and the Levant. London, UK: Millar and Sandby. tr. 253.
- Smirke, Edward (1865). "Extracts from original Records relating to the Burning of Lepers in the reign of Edward II". The Archaeological Journal. Quyển 22. London: Central Committee of the Archaeological Institute. tr. 326–331. doi:10.1080/00665983.1865.10851326.
- Soukhorukov, Sergey (ngày 13 tháng 6 năm 2004). "Train blast was 'a plot to kill North Korea's leader". The Daily Telegraph.
- Springer, Alex (ngày 24 tháng 9 năm 2008). "Der Letzte Feuer". Die Welt.
- St. Clair, William (2008) [1972]. That Greece Might Still Be Free . Cambridge: Open Book Publishers. ISBN 978-1-906924-00-3.
- Steel, Catherine (2013). The End of the Roman Republic 146 to 44 BC: Conquest and Crisis. Edinburgh: Edinburgh University Press. tr. 98. ISBN 9780748619443.
- Stevens, George A. (1764). The Beauties of All Magazines Selected for the Year 1764 (including several Comic Pieces). Quyển 3. London: T. Waller.
- Stewart, Alan (2003). The Cradle King: A Life of James VI & 1. London: Chatto and Windus. ISBN 0-7011-6984-2.
- Stillman, Norman A. (1979). The Jews of Arab Lands: A History and Source Book. Jewish Publication Society. ISBN 9780827611559.
- Stillman, Yedida K. (ed.); Zucker, George K.(ed.) (1993). New Horizons in Sephardic Studies. Albany, New York: SUNY Press. ISBN 9780791414026. {{Chú thích sách}}: |first1= có tên chung (trợ giúp)
- Sumner, William G. (2007). Folkways: A Study of Mores, Manners, Customs and Morals. New York: Cosimo, Inc. ISBN 9781602067585.
- Suwurow, Victor (1995). GRU – Die Speerspitze: Was der KGB für die Polit-Führung, ist die GRU für die Rote Armee (ấn bản thứ 3). Solingen: Barett. ISBN 3-924753-18-0.
- Telchin, Stan (2004). Messianic Judaism is Not Christianity: A Loving Call to Unity. Chosen Books. ISBN 9780800793722.
- De Thévenot, Jean; Lovell, Archibald (1687). The Travels of Monsieur De Thevenot into The Levant. Quyển 1. London: Faithorne.
- Thurston, H. (1912). "Witchcraft". The Catholic Encyclopedia. New York: Robert Appleton Company. Truy cập ngày 12 tháng 12 năm 2010.
- Tjernagel, N.S. (1974). "Patrick Hamilton: Precursor of the Reformation in Scotland". Wisconsin Lutheran Quarterly. Quyển 74. ISSN 0362-5648. Bản gốc lưu trữ ngày 7 tháng 7 năm 2010.
- Trenchard-Smith, Margaret; Turner, Wendy (ed.) (2010). "Insanity, Exculpation and Disempowerment in Byzantine Law". Madness in Medieval Law and Custom. Leiden: BRILL. ISBN 978-90-04-18749-8. {{Chú thích sách}}: |first2= có tên chung (trợ giúp)
- Tully, Miss (1817). Narrative of a ten years' residence at Tripoli in Africa. London: Henry Colburn.
- Universal House of Justice (2001). Applicability of the Laws and Ordinances of the Kitab-i-Aqdas.
- Waddell, Hope M. (1863). Twenty-nine years in the West Indies and Central Africa: a review of missionary work and adventure. 1829–1858. London: T. Nelson and sons. tr. 19.
- Watson, Alan (ed.) (1998). The Digest of Justinian. Quyển 4. Philadelphia: University of Pennsylvania Press. ISBN 9780812220360. {{Chú thích sách}}: |first= có tên chung (trợ giúp)
- Weinberger-Thomas, Catherine (1999). Ashes of Immortality: Widow-Burning in India. Chicago: University of Chicago Press. ISBN 9780226885681.
- Weiss, Moshe (2004). A Brief History of the Jewish People. Lanham, Maryland: Rowman & Littlefield. ISBN 9780742544024.
- White, Jon M. (2011). Everyday Life in Ancient Egypt. Minneola, New York: Courier Dover Publications. ISBN 9780486425108.
- Wiener, Margaret J. (1995). Visible and Invisible Realms: Power, Magic, and Colonial Conquest in Bali. Chicago: University of Chicago Press. ISBN 9780226885827.
- Wilkinson, Toby (2011). The Rise and Fall of Ancient Egypt. London: Bloomsbury Publishing. ISBN 9781408810026.
- Willis-Bund, J.W. (1982). A Selection of Cases from the State Trials. Vol. II Part I. Trials for Treason (1660–1678). Cambridge: CUP Archive. ASIN B0029U3KWY.
- Wills, C.J. (1891). In the land of the lion and sun. tr. 204. OL 7180554M.
- Wilson, David H. (1963) [original edition 1956]. King James VI & 1. London, UK: Jonathan Cape Ltd. ISBN 0-224-60572-0.
- Wilson, James Holbert. (1853). Temple bar, the city Golgotha, by a member of the Inner Temple. London: David Bogue. tr. 4.
- Winroth, Anders; Müller, Wolfgang P. (ed.); Sommar, Mary E.(ed.) (2006). "Neither Slave Nor Free:Theology and Law in Gratian's Thoughts on the Definition of Marriage and Unfree Persons". Medieval Church Law and the Origins of the Western Legal Tradition: A Tribute to Kenneth Pennington. CUA Press. ISBN 9780813214627. {{Chú thích sách}}: |first2= có tên chung (trợ giúp)
- Woblers, Julien (ngày 1 tháng 9 năm 1855). "Speech for the Amsterdam Anti Slavery Society, 19th July 1855". The Anti Slavery Reporter. Quyển 3. London: Peter Jones Bolton.
- Wood, Alan (2011). Russia's Frozen Frontier: A History of Siberia and the Russian Far East 1581 – 1991. London: Bloomsbury Academic. tr. 44. ISBN 9780340971246.
- Zurkhana, Taif (ed.); Houtsma, M. (1987). E.J. Brill's First Encyclopaedia of Islam 1913-1936. Quyển 8. Leyden: BRILL. ISBN 9789004082656. {{Chú thích sách}}: |first1= có tên chung (trợ giúp)
- Yang, Anand A.; Sarkar, Sumit (ed.); Sarkar, Tanika (ed.) (2008). "Whose Sati?Widow-Burning in early Nineteenth Century India". Women and Social Reform in Modern India: A Reader. Bloomington, Indiana: Indiana University Press. ISBN 9780253352699. {{Chú thích sách}}: |first2= có tên chung (trợ giúp)
- Zvi Gilat, Israel; Lifshitz, Berachyahu (ed.) (2013). "Exegetical creativity in Interpreting Biblical Laws". Jewish Law Annual. Quyển 20. London: Routledge. tr. 62, footnote 73. ISBN 9781136013768. {{Chú thích sách}}: |first2= có tên chung (trợ giúp)